# Euophrys leucopalpis
Euophrys leucopalpis es una especie de araña saltarina del género Euophrys, familia Salticidae. Fue descrita científicamente por Taczanowski en 1878.
Habita en Perú.